# Regne de Strathclyde
Strathclyde (lit. "Strath" ('vall') del riu Clyde), originàriament en britònic Ystrad Clud, fou un dels regnes dels britons situat a la part sud de la moderna Escòcia i el nord d'Anglaterra, zona de l'Hen Ogledd. El regne va néixer amb la retirada dels romans i es coneix també amb el nom d'Alt Clut, el nom britònic per a l'antiga capital de la regió, Dumbarton Rock. Els orígens del regne es poden trobar en el poble dels damnonis, esmentat per Claudi Ptolemeu en la seva obra Geographia.
El llenguatge de Strathclyde i el dels britons de les terres veïnes es coneix com a cúmbric, una llengua celta relacionada amb el gal·lès.
L'evidència arqueològica assenyala que gent de Northúmbria s'hi establí a la regió poc abans de l'arribada dels vikings i els nordicogaèlics. Després del saqueig de la capital, Dumbarton Rock, per un exèrcit viking de Dublín l'any 870, es va començar a emprar el nom de Strathclyde, potser pel canvi del centre de poder del regne cap a la ciutat de Govan. També s'hi emprava el nom de Cúmbria fins que, a l'edat mitjana, el territori fou conquerit pel Regne d'Alba, i passà a formar part del Regne d'Escòcia.

## Orígens

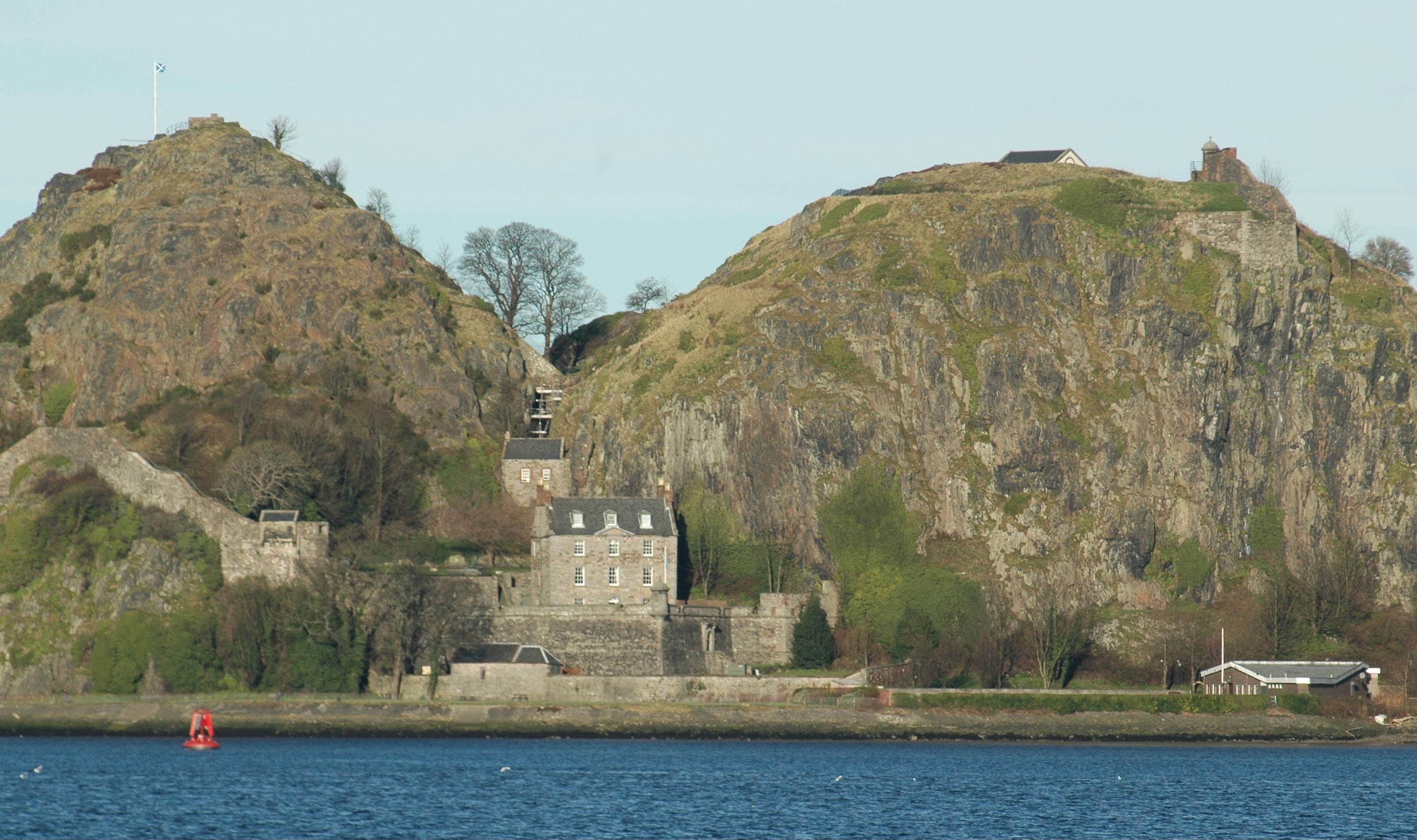
Dumbarton Rock, capital i fortalesa principal de Strathclyde des del segle VI fins al 870

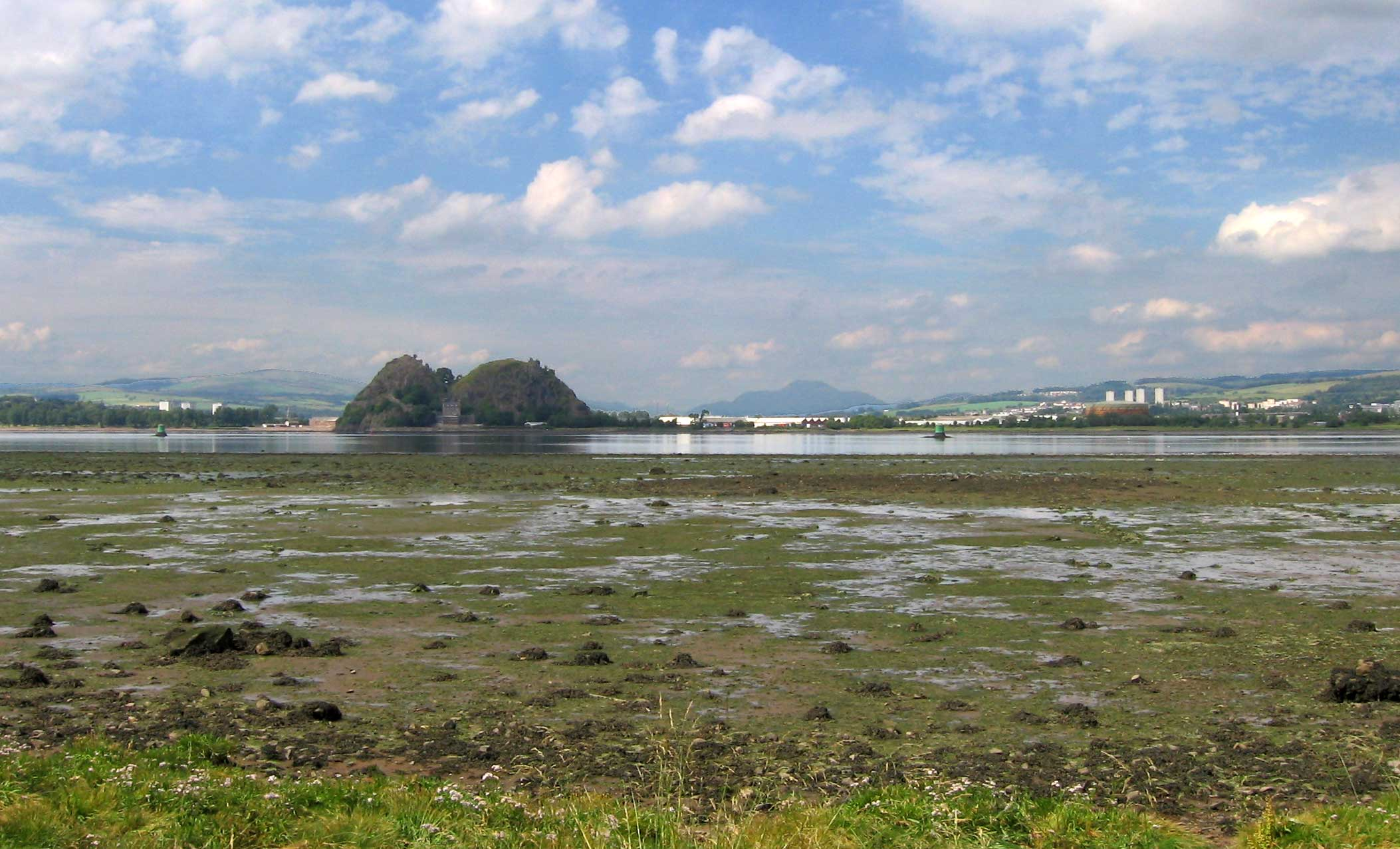
Dumbarton des de l'estuari del riu Clyde

L'obra Geographia de Claudi Ptolemeu enumera diverses tribus o grups de tribus que habitaven el sud d'Escòcia en temps de l'Imperi romà i la conquesta de les Illes Britàniques. A més dels damnonis, Ptolemeu també anomena els votadins, amb capital a Traprain Law; els selgoves i els novantes.
La frontera entre els romans i aquestes tribus es va establir al mur d'Adrià, tot i que van existir fortificacions romanes més al nord d'aquesta línia. Temporalment, els romans es van traslladar més al nord, fins al mur d'Antoní, i les campanyes liderades per Gneu Juli Agrícola i Septimi Sever van arribar molt més al nord, sense comptar les nombroses incursions que els legionaris portaven a terme en territori bàrbar o els contactes de les tribus amb mercaders romans. Tot això fa suposar que els damnis van tenir contactes freqüents amb els romans i, fins i tot, a les darreries de l'imperi, podrien haver rebut tribut o pagaments de les guarnicions romanes per mantenir la pau, malgrat no sigui possible saber fins a quin grau els damnis van ser romanitzats.
Quan el poder romà va començar a davallar, es van incrementar els atacs al mur per part dels pictes, escots i els misteriosos attacotti. Aquests atacs potser també van tenir per objectiu les tribus locals del sud d'Escòcia. Fos com fos, la retirada total dels romans cap al 410 afectà d'una manera o altra tant les defenses del territori dels damnis com la seva economia, ja que van perdre els ingressos generats pels tributs romans i el comerç.

## Els anys obscurs
El període que va seguir la caiguda de Roma, conegut com els anys obscurs, ens va deixar poques referències sobre el Regne de Dumbarton. Tenim els texts de l'eclesiàstic Gildas de Rhuys i els poemes de Taliesin i Aneirin, ambdós gal·lesos.
D'aquest període ens arriben mencions de dos reis. El primer va ser Coroticus o Ceretic d'Alt Clut, que regnà durant la segona meitat del segle v i va rebre una carta de sant Patrici. Pel contingut de la carta, se sap que Ceretic i els seus nobles eren cristians. El seu hereu fou Rhydderch Hael, contemporani d'altres monarques veïns com Áedán mac Gabráin de Dál Riata, Urien de Rheged i Æthelfrith de Bernícia.

## El Regne d'Alt Clut

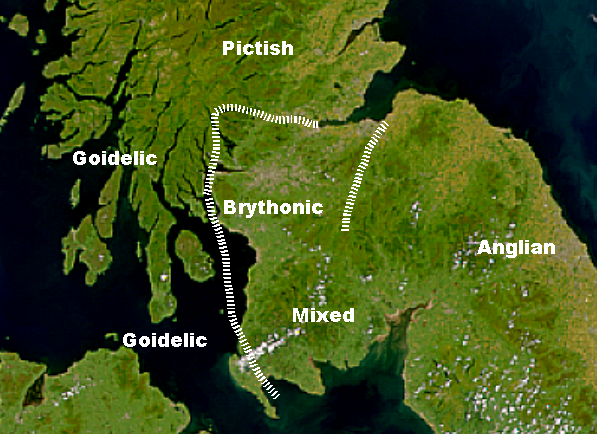
Llengües del sud d'Escòcia durant els segles VII-VIII

A principis del segle VII, el rei més poderós del nord de la Gran Bretanya fou Áedán mac Gabráin, de Dál Riata. Probablement, en algun punt va passar a controlar la regió d'Alt Clut, però el seu domini finalitzà el 604, quan el seu exèrcit fou derrotat per Æthelfrith en la batalla de Degsastan.
Segons els Annals de l'Ulster, el 642 els britons d'Alt Clut, liderats per Eugein, fill de Beli, derrotaren les tropes de Dál Riata i mataren Domnall Brecc, net de l'antic gran rei Áedán, a Strathcarron. El lloc de la batalla se situa entre els aiguamolls del riu Forth i les muntanyes del nord, unes terres que separaven els britons dels seus veïns de Dál Riata i els pictes.
Els Annals irlandesos del segle VII tenen entrades que poden estar relacionades amb el Regne d'Alt Clut, ja que s'hi mencionen diverses batalles al voltant del mar d'Irlanda en què els britons van participar. Aquest fet es pot atribuir al fet que els britons fossin mercenaris o bé exiliats que fugien de les incursions dels anglosaxons. Podria ser el cas, però, que aquests britons fossin tropes d'Alt Clut, perquè aquest regne sens dubte formava part de la regió del mar d'Irlanda i es coneix que tots els regnes de la regió, com Northúmbria, els pictes i Dál Riata, enviaren tropes a Irlanda en diverses ocasions.
Un segle més tard, al VIII, els Annals d'Ulster citen dues batalles entre els regnes d'Alt Clut i Dál Riata, el 711 i el 717. Més tard, el rei picte Óengus va liderar no menys de tres campanyes contra Alt Clut, totes fallides. El 750, Óengus s'alià amb Eadberht de Northúmbria, però ambdós foren derrotats per Teudebur d'Alt Clut i pel germà d'Óengus, Talorgan, va morir en batalla. Eadberht, però, va acabar prenent la plana de Kyle, i l'annexionà als seus dominis.
Teudebur va morir el 752 i el seu fill Dumnagual es va haver d'enfrontar de nou amb l'aliança d'Óengus i Eadberht el 756. Aquest cop, els pictes i els soldats de Northúmbria van posar setge a Dumbarton Rock i forçaren la rendició de Dumnagual. Malgrat tot, per causes que es desconeixen, l'exèrcit d'Eadberth va ser totalment aniquilat, potser pels pictes, pels soldats d'Alt Clut o per un enemic desconegut.

## L'era vikinga
El 870, Alt Clut fou assetjat per un exèrcit viking liderat per Amlaíb Conung id Ímar. El setge va durar quatre mesos i acabà amb la destrucció de la ciutat i la captura d'un gran nombre de presoners, entre ells el rei Artgal mac Dumnagual, que fou assassinat a Dublín el 872, mort instigada per Constantí I d'Escòcia. El seu successor, Run d'Alt Clut, estava casat amb la germana de Constantí, Eochaid d'Escòcia, així que els seus hereus van passar a ser reis de Strathclyde i del Regne d'Alba.
Des de llavors, Strathclyde va quedar sota influència dels reis d'Alba, a més de veure una creixent colònia de vikings i nordicogaèlics fins que els reis de Wessex començaren a expandir el seu control cap al nord d'Anglaterra. El 937, el rei anglosaxó Etelstan derrotava en la batalla de Brunanburgh una aliança de vikings, escocesos i soldats de Strathclyde.

## Domini anglès
Després de la victòria a Brunanburgh, Dyfnwal III de Strathclyde va esdevenir rei de Strathclyde (937 - 971), amb el vistiplau de Malcolm I d'Escòcia, que alhora havia obtingut Strathclyde del rei anglès Edmund el Magnífic. Sota el seu regnat, els dominis de Strathclyde es van expandir cap al sud, en terres de la moderna regió de Cúmbria, fins que va morir enfrontant-se als anglesos en la batalla de Dunmail Raise el 945. Els seus fills escaparen a una muntanya des d'on llençaren la corona a un llac abans de ser capturats, castrats i cegats pels anglesos.

## Fi del regne
Entre el 1018 i el 1054, els escots finalment conqueriren el Regne de Strathclyde, probablement sota el regnat de Malcolm II d'Escòcia. El 1054, el rei anglès Eduard el Confessor i un desconegut "Malcolm, fill del rei de Cúmbria" s'enfrontaren als escocesos liderats per Macbeth d'Escòcia, però cap al 1070 el territori tornava a estar sota control d'Escòcia, com ho demostra el fet que el rei Alexandre I d'Escòcia el va donar al seu germà David I d'Escòcia el 1107.